# Балкон (фильм, 2008)
Балкон (лит. Balkonas) — литовский фильм-драма 2008 года.

## Сюжет
Советская Литва в восьмидесятые годы. В небольшом провинциальном городке живёт 11-летняя Эмилия с мамой, папой и младшей сестрой. Однажды по соседству селится 11-летний Роланас вместе с папой и бабушкой. Ребята подружились. Практически всё их общение происходит на балконе через стену. Однажды на этом балконе происходит неприятный случай. Эмилии запрещают общаться с Роланасом на балконе, и ребятам приходится искать иные варианты общения.

## В ролях
- Эльжбета Дегутите — Эмилия
- Каролис Савицкис — Роланас
- Роландас Казлас — папа Эмилии
- Виктория Куодите — мама Эмилии
- Ирмантас Бачелис — папа Роланаса
- Сауле Рашимайте — сестра Эмилии
- Довиле Тарвидайте — Ина
- Алдона Ведерайте — бабушка Роланаса
- Антанас Сургайтис — папа Ины

## Награды
- В 2009 году фильм был награждён «Серебряным журавлём»

- О фильме на литовском Архивная копия от 2 апреля 2015 на Wayback Machine
- О фильме на английском Архивная копия от 2 апреля 2015 на Wayback Machine
- Кадры из фильма Архивная копия от 2 апреля 2015 на Wayback Machine